# Turkmenocampa mirabilis
Turkmenocampa mirabilis (лат.) — вид двухвосток, открытый в восточной части Туркмении в пещере Каптархана, что находится у подножия Койтендага. Единственный известный представитель нового рода Turkmenocampa. Предварительно таксон отнесён к подсемейству Plusiocampinae, но точное его положение неизвестно. Интересно, что в других частях Средней Азии двухвостки не живут.

## Описание
Длина самцов 3,2—4,9 мм, самок — 3,5—6,2 мм. Это существо приспособилось к жизни в пещере, в условиях полной темноты. Вид обладает несколькими уникальными характеристиками.